# Courrier électronique
Cet article concerne les messages transmis via internet. Pour les autres significations, voir Mail.
« Email » redirige ici. Ne pas confondre avec Émail.
Un courrier électronique, également nommé message électronique, courriel ou e-mail (de l'anglais, prononcé /ˈi.meɪl/ ), raccourci en mail, est un message écrit, envoyé électroniquement via un réseau informatique par le protocole SMTP. On appelle messagerie électronique l'ensemble du système qui permet la transmission des courriels et qui implémente ce protocole. Elle respecte des règles normalisées afin d'autoriser le dépôt de courriels dans la boîte aux lettres électronique d’un destinataire choisi par l’émetteur.
Pour émettre ou recevoir des messages par courrier électronique, il faut disposer d’une adresse électronique et d'un client de messagerie (ou d’une messagerie web permettant l'accès aux messages au moyen d'un navigateur web).
L’acheminement des courriels, qui peuvent contenir des documents, est régi par diverses normes concernant aussi bien le routage que le contenu. Toutefois, comme le destinataire ne reçoit pas une copie conforme de l’écran de l’expéditeur, il est d'usage de respecter certaines règles implicites lors de l’envoi. De même, la connaissance de certains aspects techniques permet d’éviter des erreurs de compréhension ou de communication.
En France, malgré les difficultés liées à son caractère souvent non explicite (patronyme absent), l'adresse électronique tend à être reconnue comme moyen valide de contacter une personne. En matière de droit des obligations, selon le Code civil français « l'écrit sur support électronique a la même force probante que l'écrit sur support-papier ». L'écrit électronique est de plus reconnu par le Code civil comme valide à titre de preuve afin de conclure un contrat. En matière de droit social, est reconnu pour le salarié le « droit, même au temps et au lieu de travail, au respect de l'intimité de sa vie privée », ce droit impliquant « en particulier le secret des correspondances ».
Par leur contenu et leur forme, les courriels donnent à leurs destinataires une image de l'expéditeur. Le recours à la messagerie électronique facilite le maintien des liens sociaux, surtout en cas d'éloignement géographique.

## Origines
Le courrier électronique a pris forme en 1965 en tant que moyen de communication entre utilisateurs d’ordinateur à exploitation partagée. Le Q32 du SDC (en) et le CTSS du MIT furent les premiers systèmes de messagerie électronique. Ils s'étendirent rapidement en réseau, permettant aux utilisateurs de transmettre des messages via différents ordinateurs. Le système Autodin (en) pourrait avoir été le premier, en 1966, à autoriser l’échange de courriels entre ordinateurs, le système SAGE avait des fonctionnalités similaires quelque temps auparavant.
Le réseau ARPANET fut une contribution majeure à l’évolution du courrier électronique. Un rapport y indique des transferts de messages intersystèmes peu après sa création, en 1969. En 1971, Ray Tomlinson proposa l’utilisation du signe @ pour séparer le nom de l’utilisateur de celui de la machine. Ses premiers programmes de courriel, SNDMSG et READMAIL, jouèrent un rôle important dans le développement du courrier électronique, lequel vit son utilité fortement augmentée grâce à ARPANET, au point d'intéresser les constructeurs proposant une informatique plus décentralisée que celle du géant IBM.
La première adresse de courrier électronique est tomlinson@bbn-tenexa. BBN réfère à Bolt, Beranek et Newmann, la firme d'ingénieurs pour laquelle travaillait Ray Tomlinson, et qui était prestataire d'ARPANET. Tenexa réfère à Tenex, le système d'exploitation utilisé.
La messagerie électronique existait donc avant Internet et a été un outil précieux lors de la création de celui-ci.

## Évolution des termes employés par les utilisateurs
Le vocabulaire français pour désigner le courrier électronique n'est pas fixé, l’usage hésitant entre divers termes. Le mot anglais email ou e-mail (prononcé en français : /i.mɛjl/[réf. nécessaire] ou /i.mɛl/) est très utilisé en Europe francophone ; il entre en compétition avec son pendant simplifié mail (prononcé en français : /mɛl/ ou /mɛjl/[réf. nécessaire]) ou encore avec le mot d’origine québécoise « courriel »,, davantage répandu au Québec.
En anglais, le terme mail est utilisé pour le seul courrier postal, mais en français il est couramment utilisé comme abréviation d'e-mail. En anglais, la boîte aux lettres dans laquelle le facteur dépose le courrier a pour nom « mailbox », et « mailing address » ne veut pas dire adresse électronique mais adresse postale. Parfois, les anglophones précisent snail mail (« courrier escargot ») pour désigner sans ambiguïté ou de façon humoristique le courrier postal, du fait de l’usage tellement répandu du courrier électronique. Ces termes n’ont rien à voir avec le mot français « mail » /maj/, qui désigne une allée bordée d’arbres semblable à celles servant autrefois au « jeu de mail », et encore moins avec l’émail.
En France, l’appellation « courriel » (mot-valise construit à partir des mots « courrier » et « électronique ») a été adoptée dans les textes officiels depuis le 20 juin 2003 par la Délégation générale à la langue française et aux langues de France pour toutes les administrations et services publics français, qui ont désormais l’obligation d’utiliser ce terme de préférence à tout autre,. Le terme « courriel » est un équivalent des termes admis « message électronique » et « courrier électronique » lorsqu'il s’agit du document ou du texte transmis par une messagerie électronique. Le ministère de l'Éducation nationale a répercuté cette directive dans un bulletin officiel du 28 août 2003. Le terme « courriel » a donné lieu au dérivé pourriel, proposé par l'Office québécois de la langue française (OQLF) en mai 1997, pour désigner le courriel non sollicité (spam).
Au Québec est apparu le verbe « courrieller » pour désigner l'acte d'expédier un courriel ; il a été entériné par l'OQLF,.

### Mél.
« Mél. », défini comme le symbole de « messagerie électronique », a été proposé en 1997 par la Délégation générale à la langue française et aux langues de France pour préfixer une adresse électronique sur une carte de visite ou un entête de lettre, comme on utilise « tél. » pour indiquer un numéro de téléphone, et confirmé au Journal officiel du 20 juin 2003, étant précisé que « mél. » ne doit en aucun cas être employé comme substantif. Pourtant, l'usage abusif qui consiste à employer « mél. » pour désigner un courrier électronique est assez fréquent, par confusion entre « mail » et « mél. »

## Utilisation
Pour recevoir et consulter un courriel, l'utilisateur doit disposer d’une adresse électronique, lui permettant d'être identifié, et d'un programme d'accès soit sous la forme d'un logiciel appelé client de messagerie soit sous la forme d'un site du type webmail permettant l'accès aux messages depuis n'importe quelle connexion Internet via un navigateur Web.
Afin d’assurer l’interopérabilité, l’acheminement des courriels est régi par plusieurs normes, que ce soit pour leur routage, ou encore leur contenu.
Toutefois, le destinataire ne reçoit pas une copie conforme de l’écran de l’expéditeur. Il convient de respecter certaines règles implicites lors de l’envoi de courriel, et la connaissance de certains aspects techniques permet d’éviter des incompréhensions ou des erreurs de communication.

### Contenu du courriel
Pour l’utilisation de plusieurs langues autres que l’anglais dans les courriels, voir Courriel et Unicode.
À l’origine, le courriel est un document qui contient uniquement des caractères ASCII. Progressivement, des encodages régionaux ont été développés et depuis plusieurs années, certains logiciels supportent également l’UTF-8, ce qui permet d’augmenter le nombre de caractères différents que l'on peut utiliser. Cependant, UTF-8 et les caractères régionaux ne sont pas toujours interopérables, en fonction du logiciel de messagerie utilisé par le destinataire et de sa localisation géographique.
De plus, il est désormais possible de joindre un document avec le message proprement dit. Avec MIME, différents fichiers peuvent être joints au courriel. Dans un souci d’interopérabilité, on recommande de ne pas utiliser de formats propriétaires, tels que les formats Microsoft Word, mais plutôt des formats ouverts et documentés, pour lesquels un visionneur pourra être rendu disponible sur toute plate-forme, pourvu qu’il soit programmé.
L'utilisation d'HTML pour la structuration ou la mise en forme des courriels est possible, mais souffre d'un manque important d'interopérabilité, souligné en 2007 par le séminaire Mail HTML du W3C. Il en est de même du recours aux feuilles de style en cascade (CSS) pour leur présentation. Le HTML permet théoriquement d’afficher des images distantes ainsi que d’exécuter du javascript. Cependant, certains utilisateurs préfèrent désactiver de telles fonctionnalités, car elles sont utilisées par des polluposteurs pour vérifier l’efficacité du pourriel.
Il existe également, en fonction du logiciel client de messagerie (tous ne supportent pas cette fonction), un système similaire à un accusé de réception qui permet à l’expéditeur d’avoir connaissance du bon acheminement de son message et/ou de sa lecture par le destinataire.
Les règles de bon usage du courrier électronique sont décrites dans un document de référence appelé nétiquette.

### Exemple de contenu brut d'un courrier électronique
Un courrier électronique est composé de deux parties : les entêtes et le corps du message, séparés par une ligne vide. Les entêtes stockent les informations contextuelles : expéditeur, destinataire, objet, date... Le corps du message est quant à lui encodé sous forme de texte, ou de parties multiples (par exemple un texte et des images).
```
Received: from 31.121.118.45 (EHLO serveur.fr)
  by mta1007.mail.ukl.yahoo.com with SMTP; Fri, 21 septembre 2012 21:31:16 +0000
Received: by serveur.fr (
Postfix
, from userid 106)
  id 3DF2F15A0CD; Fri, 21 septembre 2012 23:31:16 +0200 (CEST)
From: "Thomas"
To: david@yahoo.fr
Subject: Bonjouro!
Date: Fri, 21 septembre 2012 23:31:16 +0200
MIME-Version: 1.0
Content-Transfer-Encoding: 8bit
Content-Type: text/plain; charset=iso-8859-1
X-Mailer: Mozilla Thunderbird
Message-Id:

Bonjour David,
Tiens-moi au courant pour la réunion.
Thomas
```

### Acheminement du courrier électronique

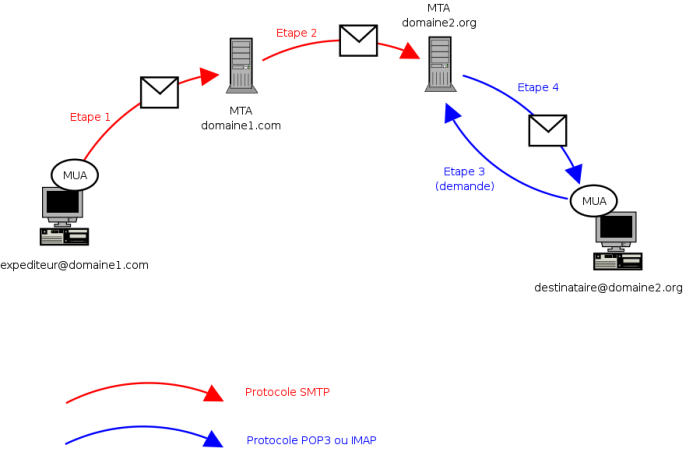
L’acheminement du courrier électronique.

L’acheminement des courriels est régi par plusieurs protocoles : SMTP est destiné à l’envoi d’un message, POP et IMAP servent à rapatrier des messages pour leur lecture.
1. Le MUA (Mail User Agent, ou client de messagerie) de l’expéditeur envoie par SMTP le message à un serveur de courriel (celui de son fournisseur d’accès en général) ou MTA (Mail Transfer Agent, parfois appelé plus spécifiquement MSA, Mail Submission Agent (en)) ;
2. Le premier MTA route le message vers le MTA hébergeant le domaine du destinataire (celui de son domaine domaine2.org). Le MTA final délivre au MDA (Mail Delivery Agent) qui est chargé de la gestion des boîtes aux lettres ;
3. Le destinataire, par l’intermédiaire de son MUA, demande au MDA les nouveaux messages via l’utilisation des protocoles IMAP ou POP ;
4. Le serveur envoie le message au MUA du destinataire ;
5. Alternative : par l’intermédiaire de son navigateur web, le destinataire demande au serveur de messagerie web de retrouver les nouveaux messages sur le MDA.

La plupart des fournisseurs d’accès à Internet procurent au moins une adresse électronique à leurs usagers. Diverses sociétés ou associations proposent aussi des adresses gratuites ou payantes. Comme pour la plupart des services Internet, aucune qualité de service n’est garantie. Pour s’assurer qu’un message a bien été distribué à son destinataire, il est possible d’utiliser un mécanisme d’accusé de réception.

### Système de copie et de copie invisible
Le courriel peut être envoyé à plusieurs destinataires :
- les destinataires principaux ;
- les destinataires en copie carbone « Cc » ;
- les destinataires en copie carbone invisible « Cci » ou « Bcc ».

Le client de messagerie de l'utilisateur n’envoie qu’une seule copie du message à son serveur MTA. C’est le serveur MTA qui s’occupe de le dupliquer en autant de messages qu’il y a de destinataires.
La fonction Cc, qui signifie « copie carbone » ou « copie conforme », permet d’envoyer le même message à plusieurs personnes, en saisissant leurs adresses dans le champ Cc.
La fonction Cci, qui signifie « copie carbone invisible » ou « copie conforme invisible », est une fonction similaire au Cc, mais les adresses des destinataires apparaissant dans la section Cci ne sont pas visibles pour les destinataires du message ni pour ceux à qui le message est transféré. Elle est également appelée « copie cachée ».
Un message est envoyé à l’ensemble des adresses précisées dans les champs Cc et Cci, mais seules les adresses indiquées dans le champ Cc sont visibles dans le message final. Les adresses multiples doivent être séparées par une virgule suivie d’une espace.
Pour un envoi à plusieurs destinataires ne se connaissant pas (et ne souhaitant pas voir leur adresse publiée, ne serait-ce que par le moyen d’une lettre d’information électronique), il est d’usage de se servir du champ Cci conformément à la Netiquette.
De plus, cette pratique limite les effets néfastes des virus et vers informatiques qui exploitent les adresses de courriel trouvées dans les carnets d’adresses des ordinateurs.

### Boîte de réception
Une boîte de réception est généralement un espace réservé à un utilisateur, où sont stockés (dans une pile) les courriels qui lui parviennent, en attendant qu’il les lise. C'est un des éléments de la boîte aux lettres électronique.

## Aspects juridiques

### En France
Dans son article 1er IV° 5e alinéa, la loi no 2004-575 du 21 juin 2004 dite loi pour la confiance dans l'économie numérique (souvent abrégée « LCEN ») donne une définition très large du courrier électronique, qui couvre aussi bien le SMS envoyé par téléphone que le courriel envoyé par ordinateur : « On entend par courrier électronique tout message, sous forme de texte, de voix, de son ou d'image, envoyé par un réseau public de communication, stocké sur un serveur du réseau ou dans l'équipement terminal du destinataire, jusqu'à ce que ce dernier le récupère ». Elle n’en fixe cependant pas le régime.
Or, le courrier électronique peut servir soit à des fins de correspondance privée, soit à des fins de communication publique, notamment, lorsqu’il est adressé à un ensemble de destinataires sur une liste de diffusion large. L’exemple de la publicité directe par voie électronique (en anglais spamming), l’illustre. Si un courrier électronique constitue une correspondance privée, il bénéficie alors de la protection découlant de cette qualification.
Si l’on considère le courrier électronique en tant que correspondance privée, le fait (commis de mauvaise foi, les cas de l'erreur ou de l'ignorance du destinataire étant exclus) « d'ouvrir, de supprimer, de retarder ou de détourner des correspondances arrivées ou non à destination et adressées à des tiers, ou d'en prendre frauduleusement connaissance » constitue une infraction pénale, prévue et réprimée à l'article 226-15 du Code pénal. Les peines prévues en répression sont établies sur la base de l'article 9 du Code civil qui concerne le droit au respect de la vie privée, la correspondance appartenant à la notion de vie privée.

#### Courriel et droit civil[pasclair]
Une autre difficulté, résolue par la loi, est de savoir si un message envoyé sous forme électronique a une valeur quelconque. Contrairement à l’adresse postale, l’adresse électronique peut être multiple : on peut choisir d’avoir une ou plusieurs adresses électroniques (par exemple, pour en spécialiser une dans une correspondance particulière), contrairement à la correspondance postale. A priori cela nuit à l’efficacité du courrier électronique : on ne peut jamais être sûr que le correspondant a bel et bien reçu et consulté ce qui lui a été envoyé.
Il n’est pas exclu que des problèmes surgissent et que le courrier électronique en souffre. L'article 1369-3 du code civil prévoit le problème et distingue le professionnel du simple particulier en disposant que « les informations destinées à un professionnel peuvent lui être adressées par courrier électronique, dès lors qu’il a communiqué son adresse électronique ». Autrement dit, le professionnel, notamment le commerçant, peut être contacté à son adresse électronique officielle, qu’il est censé consulter régulièrement, mais non le particulier, aurait-il fait connaître son adresse électronique à son interlocuteur. Mais le texte est apparemment supplétif de volonté et le particulier pourrait accepter, ce qui se passe souvent en pratique, d’être contacté par voie électronique, surtout s’il a initié de cette manière le dialogue. Ainsi, les professionnels (personnes agissant dans le cadre de leur activité professionnelle) sont réputés dûment informés, par l'article 1369-3 du code civil, lorsqu'un courrier électronique leur est envoyé à une adresse qu'ils ont communiquée.

#### Courriel et droit des obligations[pasclair]
Le caractère écrit du courrier électronique a aussi nourri les interrogations quant à sa valeur juridique entre personnes (physiques ou morales). Depuis la loi du 13 mars 2000, le courrier électronique vaut autant qu'un écrit sur papier, mais uniquement à titre de preuve. L'article 1316-1 du code civil prévoit cette hypothèse. Cette loi a été complétée par la loi du 21 juin 2004. La LCEN transposait la directive du 8 juin 2000 dite « Directive relative à certains aspects juridiques des services de la société de l'information, et notamment du commerce électronique, dans le marché intérieur » avec deux ans de retard. Son apport réside dans le fait que l'écrit électronique n'est plus uniquement valable à titre de preuve : il l'est aussi afin de conclure un contrat. Le code civil reconnaît la validité des actes électroniques à l'article 1108-1 et détermine, par le biais d'un renvoi à l'article 1316-4, les conditions de validité d'un acte électronique :
1. La signature doit identifier la partie l'ayant apposée ;
2. Le procédé doit garantir le lien entre la signature et l'acte sur lequel elle est apposée ;
3. L'intégrité de l'acte doit être garantie.

Enfin, l'article 1316-3 du code civil confirme que « l'écrit sur support électronique a la même force probante que l'écrit sur support papier ».

#### Courriel et droit du travail
Avec le développement d'Internet comme outil de travail incontournable, le contentieux lié à son utilisation sur le lieu de travail s'est concomitamment développé. Le juge français a été interrogé à plusieurs reprises quant aux droits de l'employeur sur les correspondances électroniques entretenues par ses salariés sur le lieu de travail avec les outils mis à sa disposition par ce même employeur. Dans ce domaine, c'est l'arrêt « Nikon » du 2 octobre 2001, rendu par la Chambre sociale de la Cour de cassation qui est considéré comme l'arrêt fondateur de ce type de litiges. Il consacre pour le salarié le « droit, même au temps et au lieu de travail, au respect de l'intimité de sa vie privée », ce droit impliquant « en particulier le secret des correspondances ; l’employeur ne peut dès lors sans violation de cette liberté fondamentale prendre connaissance des messages personnels émis par le salarié et reçus par lui grâce à un outil informatique mis à sa disposition pour son travail et ceci même au cas où l’employeur aurait interdit une utilisation non professionnelle de l’ordinateur ». En l'espèce, le salarié avait trié ses messages électroniques, certains étant archivés dans un dossier intitulé « Personnel ». La portée de cet arrêt a par la suite été tempérée. La Cour de cassation, saisie à nouveau de ce type de contentieux, s'est prononcée par la voix de la chambre sociale, le 30 mai 2007. Elle affirmait alors que les juges du fond devaient « rechercher si les fichiers ouverts sur le matériel mis à sa disposition par l’employeur avaient été identifiés comme personnels par le salarié ». Il appartient donc au salarié d'organiser sa correspondance privée au travail pour la protéger, tous les éléments pouvant y concourir notamment l'objet du courriel, le titre du dossier dans lequel il est archivé, l'apparence des pièces jointes. Il pèse ainsi sur le salarié, une présomption de caractère professionnel de la correspondance entretenue par le biais des outils mis à sa disposition par son employeur. À charge pour ce salarié de combattre cette présomption en conférant une apparence privée à sa correspondance pour la protéger. Cette relative protection est cependant limitée par la possibilité reconnue à l'employeur d'exercer une cybersurveillance de ses salariés. Au titre de son pouvoir de direction et de contrôle de ses salariés, l'employeur peut mettre en place des moyens de surveillance de l'usage fait par les salariés des outils mis à leur disposition, il doit néanmoins les en avertir au préalable et en avertir les institutions représentatives du personnel si elles existent (article L2323-32 du code du travail).

#### Développement de droits autour de l'adresse électronique
L'adresse électronique tend à être de plus en plus reconnue comme un moyen valable de contacter une personne malgré les difficultés d'identification qu'elle comporte (cas des adresses non explicites, ne comportant pas de patronyme de la personne contactée et ne permettant pas une identification immédiate).
Le mécanisme dit « de riposte graduée » inséré dans la loi Création et Internet instituant la Haute Autorité pour la Diffusion des Œuvres et pour la Protection des droits sur Internet prévoit que cette autorité peut avertir un internaute qu'il est en train de se livrer à des actes de contrefaçon pour la première fois par courriel. L'avertissement emportant des conséquences juridiques puisqu'il constitue le premier échelon d'un système de sanctions graduelles pouvant aboutir à la suspension de l'accès à Internet.
Par ailleurs, durant la semaine du 2 au 8 novembre 2009, dans le cadre du projet de loi contre la fracture numérique, les députés Laure de la Raudière et Jean Dionis du Séjour ont proposé deux amendements concernant la correspondance électronique.
Le premier va dans le sens d'une portabilité de l'adresse électronique liée au fournisseur d'accès, à l'instar du numéro de téléphone mobile, « à un tarif raisonnable ». Le but est que, par exemple, un abonné à un service de fourniture d'accès à Internet X puisse résilier son contrat et souscrire un abonnement auprès d'un fournisseur Y tout en gardant son adresse « abonné@fournisseurX.fr ».
Un second amendement prévoit la mise en place d'un service de réacheminement du courrier électronique durant 6 mois vers la nouvelle adresse de l'abonné ayant résilié son contrat auprès du premier fournisseur. Ce service serait assuré par le fournisseur d'accès que l'abonné a quitté.
L'utilité de ces amendements se heurte d'une part au fait que de nombreux internautes utilisent un service de courrier électronique indépendant de leur fournisseur d'accès (Gmail, laposte.net, Yahoo! Mail...), ce qui ne met pas fin aux problématiques de changement d'adresse.
Certains[Qui ?] évoquent la possibilité du réacheminement des courriers pendant six mois et du spam qui constitue 85 % à 90 % du volume des messages envoyés dans le monde : le fournisseur devra-t-il réacheminer l'ensemble du courrier sans filtrer le spam, au risque de se rendre lui-même coupable de transmission de courrier non sollicité ? Devra-t-il filtrer les spams au risque de ne pas transmettre les faux positifs ?[Interprétation personnelle ?]

### Au Québec

#### Valeur du courriel
Les courriels ont la même valeur que tous les autres documents. Ils doivent être traités sans égard à leur format en fonction de l’information qu’ils contiennent. Le courriel, comme tous les autres types de documents, est un document au sens de la loi. En effet, la loi concernant le cadre juridique des technologies de l’information (RLRQ, chapitre C-1.1) mentionne que « la valeur juridique d'un document, notamment le fait qu'il puisse produire des effets juridiques et être admis en preuve, n'est ni augmentée ni diminuée pour la seule raison qu'un support ou une technologie spécifique a été choisi. » De ce fait, il est assujetti au même cadre juridique que tout autre document sur tout autre support.

## Comportement des utilisateurs

### Perception des correspondants
D'après un sondage publié en juin 2009 par GMX, les courriers électroniques joueraient un rôle prépondérant dans l'image renvoyée par leur expéditeur. Ainsi plus de la moitié des Américains jugeraient l'intelligence de leurs correspondants sur le contenu et la forme des courriels qu'ils reçoivent. Le style d'écriture, la qualité de langue et le ton utilisé dans la rédaction seraient les principaux points de jugement. De même, un tiers des utilisateurs de courriers électroniques estiment pouvoir juger l'âge et le niveau d'autorité de leurs correspondants et un cinquième se faire une idée de la réussite future de la vie de ces mêmes correspondants.

### Courrier électronique et vie sociale
Des recherches ont démontré que le courrier électronique était particulièrement utilisé pour maintenir un lien social, tout particulièrement en cas d'éloignement géographique. Toutefois, contrairement aux recherches précédentes, une étude publiée en 2008 conclut que la hausse de l'utilisation d'Internet s'est accompagnée d'une baisse de l'utilisation des autres moyens de communication. Peu à peu, le courrier électronique et les autres moyens de communication en ligne remplacent les habitudes de communication traditionnelles au lieu de s'ajouter à celles-ci.

### Règles d'usage
Les courriers électroniques, comme les autres formes de communication via Internet, sont soumis aux règles informelles d'usage décrites dans la nétiquette.
L'Observatoire de la responsabilité sociétale des entreprises (ORSE) a publié en octobre 2011 un document intitulé « Pour un meilleur usage de la messagerie électronique dans les entreprises ».

## Impact environnemental
Selon l'étude contestée de l'ADEME « Internet, courriels : réduire les impacts », publiée en février 2014 :
- Dans une entreprise de 100 personnes en France, chaque collaborateur reçoit environ 58 courriels et en envoie 33 par jour.
- L’impact climatique de l’envoi d’un courriel avec pièces jointes augmente sensiblement avec le poids des pièces jointes, le nombre de destinataires et leur temps de stockage sur un serveur.
- L’envoi de 33 courriels de 1 Mo à deux destinataires par jour et par personne génère annuellement des émissions de gaz à effet de serre équivalentes à 180 kg de CO2, ce qui équivaut à plus de 1 000 km parcourus en voiture.
- Multiplier par dix le nombre des destinataires d’un courriel multiplie par quatre son impact climatique.
- L’impact « consommation de matières premières » n’est pas négligeable : l’envoi d’un courriel avec une pièce jointe de 1 Mo consomme 7,5 g équivalent de fer, soit le poids d’une pièce de 1 €.

Les sources de chiffres restent cependant datées, et la méthodologie utilisée ne fait pas consensus. L'empreinte réelle dépend d'un trop grand nombre de facteurs, dont par exemple le mix énergétique ou les technologies utilisées. Didier Mallarino, chercheur au CNRS, expliquait ainsi qu'il est « quasiment impossible » de connaître l'empreinte carbone exacte d'un email.
Aussi, certains journalistes ont rappelé que si l'envoi d'un email consomme de l'énergie, sa suppression aura également une empreinte carbonne défavorable.

## Problèmes
Les courriels ne sont généralement pas chiffrés et peuvent donc être interceptés et lus. Même si la liaison au serveur SMTP est chiffrée, le transit entre serveurs pour arriver au destinataire n'est généralement pas chiffré. Il existe des greffons permettant de chiffrer ses messages avec une clef publique, mais leur utilisation n'est pas suffisamment simple pour que l'usage se soit démocratisé.
Lorsque les adresses de courrier électronique sont liées à un fournisseur d'accès Internet, le problème se pose du suivi de la correspondance lorsqu'on quitte ce fournisseur et qu'il n'en permet pas le maintien.
La messagerie électronique ne garantit pas l'acheminement du courriel à bon port. Un message peut être perdu, ou retardé.
Les notifications de réception et de non-réception sont prévues dans la norme, mais de rares logiciels de courriel ne les proposent pas, ou ne les honorent pas en réception, ou envoient l'accusé de réception sans en prévenir le lecteur. Dans les cas courants, leur usage est toutefois utile pour confirmer l'affichage d'un message.
Le problème du courrier indésirable (pourriel).
En milieu professionnel, la multiplication chaotique des courriels due à un usage inapproprié ou dépassé de la messagerie peut amener les organisations à se poser la question de passer à des méthodes de travail collaboratif. Selon l'étude « Solutions de collaborations d'entreprises » la messagerie d’entreprise figure, avec l’agenda partagé et le partage de fichiers, parmi les solutions de collaboration privilégiées.
Les adresses de courrier électronique peuvent être l'objet de piratage. En janvier 2019, le site de partage de fichiers Mega met en ligne des millions de courriels et de mots de passe volés. Ces informations proviennent de différents vols de données qui semblent avoir eu lieu entre 2015 et 2018.

## Normes
- (en) RFC 2045[52] — Multipurpose Internet Mail Extensions (MIME) Part One: Format of Internet Message Bodies
- (en) RFC 2046[53] — Multipurpose Internet Mail Extensions (MIME) Part Two: Media Types
- (en) RFC 2047[54] — MIME (Multipurpose Internet Mail Extensions) Part Three: Message Header Extensions for Non-ASCII Text
- (en) RFC 2048[55] — Multipurpose Internet Mail Extensions (MIME) Part Four: Registration Procedures
- (en) RFC 2049[56] — Multipurpose Internet Mail Extensions (MIME) Part Five: Conformance Criteria and Exemples
- (en) RFC 5321[57] — Simple Mail Transfer Protocol
- (en) RFC 5322[58] — Internet Message Format